# François Dossin
| 3198 Wallonia     | 30 dicembre 1981 |
| 3435 Boury        | 2 dicembre 1981  |
| 4440 Tchantchès   | 23 dicembre 1984 |
| 6950 Simonek      | 22 dicembre 1982 |
| (39501) 1981 EV31 | 2 marzo 1981     |

François Dossin (1927 – 1998) è stato un astronomo belga.
Nel 1973 annuncia, con il collega André Heck, la scoperta, durante l'osservazione dell'eclisse totale da Loyangalani in Kenya, di un corpo celeste molto prossimo al Sole che venne inizialmente denominato oggetto Dossin-Heck. L'oggetto, non essendo stato più osservato da nessun altro, è stato successivamente considerato non esistente, probabilmente frutto di un'aberrazione nei sistemi osservativi utilizzati dai due astronomi.
Il Minor Planet Center gli accredita la scoperta di cinque asteroidi, effettuate tra il 1981 e il 1984.